# Armando Mejía
Óscar Armando Mejía Garnica (Tala, Jalisco, 14 de enero de 1981). Es un futbolista profesional mexicano que se desempeña en la demarcación de guardameta actualmente está vinculado con Deportivo Toluca de la Primera división de México.

## Trayectoria
Formado desde las fuerzas básicas de Deportivo Toluca pero que nunca pudo estar vinculado en el primer equipo y no ha hecho su debut en primera división y toda su carrera la ha militado en la división de ascenso jugando en el club filial el Atlético Mexiquense donde permaneció por seis años.
Luego de la desaparición de los filiales en la restauración y con el bautizo de la liga de ascenso se quedó sin equipo por 1 año hasta que fue fichado por Veracruz recién descendido con el objetivo de retornar al club al ascenso sin embargo sólo jugó un torneo.
Para 2010 fue transferido a Lobos BUAP donde permaneció por 6 torneos cortos.
Durante a mediados de 2013 fue negociado a Club de Fútbol  Ballenas Galeana estuvo en 2 torneos.
Desde 2014 se encuentra jugando con Altamira Fútbol Club.

## Clubes
| Club                     | País   | Año       |
| ------------------------ | ------ | --------- |
| Atlético Mexiquense      | México | 2001-2007 |
| Veracruz                 | México | 2009      |
| Lobos BUAP               | México | 2009-2013 |
| Ballenas Galeana         | México | 2013-2014 |
| Altamira FC              | México | 2014-2015 |
| Cafetaleros de Tapachula | México | 2015      |